# كاتلين ماكهيو
كاتلين ماكهيو (بالإنجليزية: Caitlin McHugh)‏ هي عارضة وكاتِبة وممثلة أمريكية، ولدت في 14 مايو 1986 في ألتادينا في الولايات المتحدة.

## وصلات خارجية
- كاتلين ماكهيو على موقع IMDb (الإنجليزية)
- كاتلين ماكهيو على موقع قاعدة بيانات الفيلم (الإنجليزية)